# Tirano (Itália)
Tirano é uma comune italiana da região da Lombardia, província de Sondrio, com 9.238 habitantes. Estende-se por uma área de 32 km², tendo uma densidade populacional de 283 hab/km². Faz fronteira com Corteno Golgi (BS), Sernio, Vervio, Villa di Tirano.
Pertence à rede das Cidades Cittaslow.

## Demografia
| Variação demográfica do município entre 1861 e 2011                               |
|                                                                                   |
| Fonte: Istituto Nazionale di Statistica (ISTAT) - Elaboração gráfica da Wikipedia |